# Víctor Marulanda
Víctor Hugo Marulanda Velásquez (Medellín, 3 de fevereiro de 1971) é um ex-futebolista colombiano. Foi presidente do Atlético Nacional de 2006 a 2009.

## Carreira
Víctor Hugo Marulanda representou a Seleção Colombiana de Futebol nas Olimpíadas de 1992.

## Títulos
Atlético Nacional
- Copa Interamericana 1989.
- Copa Merconorte: 1998.
- Campeonato Colombiano: 1991, 1994 e 1999.

Alianza Lima
- Campeonato Peruano: 1997.